# ماري أليسيا أوين
ماري أليسيا أوين (بالإنجليزية: Mary Alicia Owen)‏ هي مؤرخة وكاتبة للأطفال وكاتِبة وصحفية أمريكية، ولدت في عقد 1850، وتوفيت في 1935.